# Symphyotrichum divaricatum
Symphyotrichum divaricatum (anteriormente Symphyotrichum subulatum var. ligulatum ) es una planta herbácea anual conocida comúnmente como áster anual sureño de marisma salada . Es nativo del sur de los Estados Unidos y algunos estados del norte de México.

## Descripción
Symphyotrichum divaricatum es una planta herbácea anual con raíz pivotante. Suele crecer entre 60 y 200 centímetros (2 y 7 pies), pero puede permanecer por debajo de esa altura tanto como 10 cm (4 plg) . Los tallos son verdes y simples, pero a veces tienen ramitas más bajas. Los tallos a menudo tienen áreas de color púrpura o marrón y no tienen vellos. A veces hay pequeños vellos donde las hojas se unen con el tallo. Las hojas sin vellos son delgadas y de color verde a verde oscuro.
La especie suele florecer de julio a noviembre, pero a veces hasta febrero. Tiene flósculos ligulados de color lavanda a azul que rodean cabezuelas de disco amarillos. A medida que la planta se seca después de la polinización, cada flósculo ligulado se enrolla en tres a cinco espiras.

## Distribución y hábitat
Symphyotrichum divaricatum es originario de los estados mexicanos de Baja California Sur, Chihuahua, Coahuila y Tamaulipas, así como de los estados estadounidenses de Alabama, Arkansas, Kansas, Luisiana, Misisipi, Nebraska, Nuevo México, Oklahoma, Tennessee, Texas, y Virginia. Se ha introducido en Colombia y Nueva York. Crece en hábitats pantanosos, bordes de caminos, céspedes y lugares baldíos entre 0-1500 m (0–4,921 pies) y, a menudo, se considera maleza.
|                                              |
| Creciendo de entre una hendidura en el suelo |

|                             |
| Creciendo en un campo vasto |

## Taxonomía
El nombre científico completo de la especie es Symphyotrichum divaricatum ( Nutt. ) GLNesom . Desde diciembre de 2021, su antiguo nombre, S. subulatum var. ligulatum (Shinners) SDSundb., es un sinónimo taxonómico de esta especie.

## Conservación
Desde diciembre de 2021, NatureServe la cataloga como bajo riesgo (LC) a escala global y como en peligro crítico (CR) en Virginia Occidental, preocupación menor en Nebraska, así como exótica en Misuri. En la última evaluación de NatureServe sobre el status global de esta especie fue el 21 de diciembre de 2001.